# Instituto de Formación Marítima (Tuvalu)
El Instituto de Formación Marítima de Tuvalu (TMTI) se estableció en 1979 como escuela marítima. Está situado en Amatuku, un islote independiente al noroeste de Fongafale. El TMTI ofrece formación marítima para tuvaluanos jóvenes y les permite encontrar trabajo a bordo de buques extranjeros. 
Aproximadamente el 43% de los hombres en edad de trabajar de Tuvalu son personas de mar. Las personas formadas en TMTI son la fuente más importante de sustento para el país, esto constituye la mayor parte de los ingresos brutos para la financiación de la construcción,
matrícula escolar, inversión empresarial y consumo de Tuvalu. También es una fuente para atraer al turismo. Alrededor de 800 graduados en el TMTI tienen empleo en su país y 470 trabajan en el extranjero. La mayor parte de sus ganancias van a parar directamente al banca de Tuvalu y es distribuido a las islas exteriores. Los ingresos del extranjero representan del 50 al 60% de los ingresos familiares en algunas islas.
El Banco Asiático de Desarrollo aprobó un proyecto en 2002, su principal objetivo era garantizar que el TMTI seguiría proporcionando formación básica y más especializada, para esto se actualizó a los trabajadores del mar y para también mejorar así a los futuros trabajadores. Para cumplir las condiciones de los estándares de acreditación de la Organización Marítima Internacional, esto se lograría mediante la mejora de su infraestructura y el departamento Marino, el suministro de equipo de entrenamiento, y la prestación de apoyo institucional al TMTI.